# Григорій VII (патріарх Константинопольський)
Патріарх Григорій VII (грец. Πατριάρχης Γρηγόριος Ζ´, в миру Грігоріос Зервудакіс, грец. Γρηγόριος Ζερβουδάκης, 21 вересня 1850, острів Сифнос — 17 листопада 1924 Константинополь) — єпископ Константинопольської православної церкви, 262-й Архієпископ Константинополя — Нового Риму і Вселенський Патріарх (1923-1924).

## Біографія
Навчався в духовній школі на острові Халкі та в Європі.
З 1887 року єпископ Мир Лікійський і протосинкел Родоської архієпископії; потім синкелл при Патріарху Германі V. У 1892 році його призначили митрополитом Серрським, де він активно підтримував грецьку пропаганду в Македонії. У 1909 році був переведений в Кізікську митрополію, а з 1913 року — митрополит Халкідонський. Після зречення Мелетія IV 6 грудня 1923 року був обраний його наступником і зійшов на престол 30 грудня.
13 листопада 1924 року надав автокефалію Польській Церкві від Московського патріархату. Заснував єпархії Князівських островів, Центральної Європи та Австралії. Соборним указом від 23 лютого 1924 року в Константинопольській церкві офіційно завершився новоюліанський календар у літургійному житті.
Влітку 1924 року, коли російські ієрархи-біженці увійшли в юрисдикцію Вселенської церкви, він вимагав церковного суду над митрополитами Анастасієм та Олександром у Константинополі, заборонивши їх священство.
Помер від серцевого нападу 17 листопада 1924 року.